# トネリコバノカエデ
トネリコバノカエデ（梣葉楓、アメリカ英語: Ash-leaved maple, イギリス英語: Ashleaf maple）は、カエデ科の植物の1種。学名は Acer negundo。別名はネグンドカエデ。北アメリカ原産。アメリカ合衆国ではボックスエルダー・メイプル (Box elder, Boxelder maple) とも。中国名は、梣葉槭（別名：複葉楓）。
種小名はニンジンボク（Vitex negundo）が語源で、葉の形状が類似することにちなむ。

## 特徴
北アメリカ原産の落葉低木で、高さは10–25メートル (m) 、幹の太さは30-50センチメートル (cm) 。雌雄異花で花期は4月頃。落葉樹であるが紅葉はしない。種子は他のカエデ属と同様の翼果。翼果は風によっておよそ50 m四方へ飛散し、河川の水流によっても運ばれる。ばらつきはあるが、1本の雌木からは最大50個ほどの実がなる。

## 世界各地への移入
ヨーロッパへは、18世紀に公園樹や庭園樹として持ち込まれた。繁殖は挿し木、接ぎ木による。
日本への移入は明治時代以後。葉がトネリコ（Ash）に似ている事からついた英名からの訳として、トネリコバノカエデの名が用いられた。寒冷地向きで、北海道では街路樹となっている。

## 用途
公園木によく使われ、葉に斑が入った園芸品種がある。その品種には、斑を炎に見立てラテン語の「flamma」から「フラミンゴ」という品種名が付いている。
樹液は、メイプルシロップやメイプルシュガーとして利用される。花粉がかなり早く成熟するため、養蜂業者の蜜源植物にも利用される。

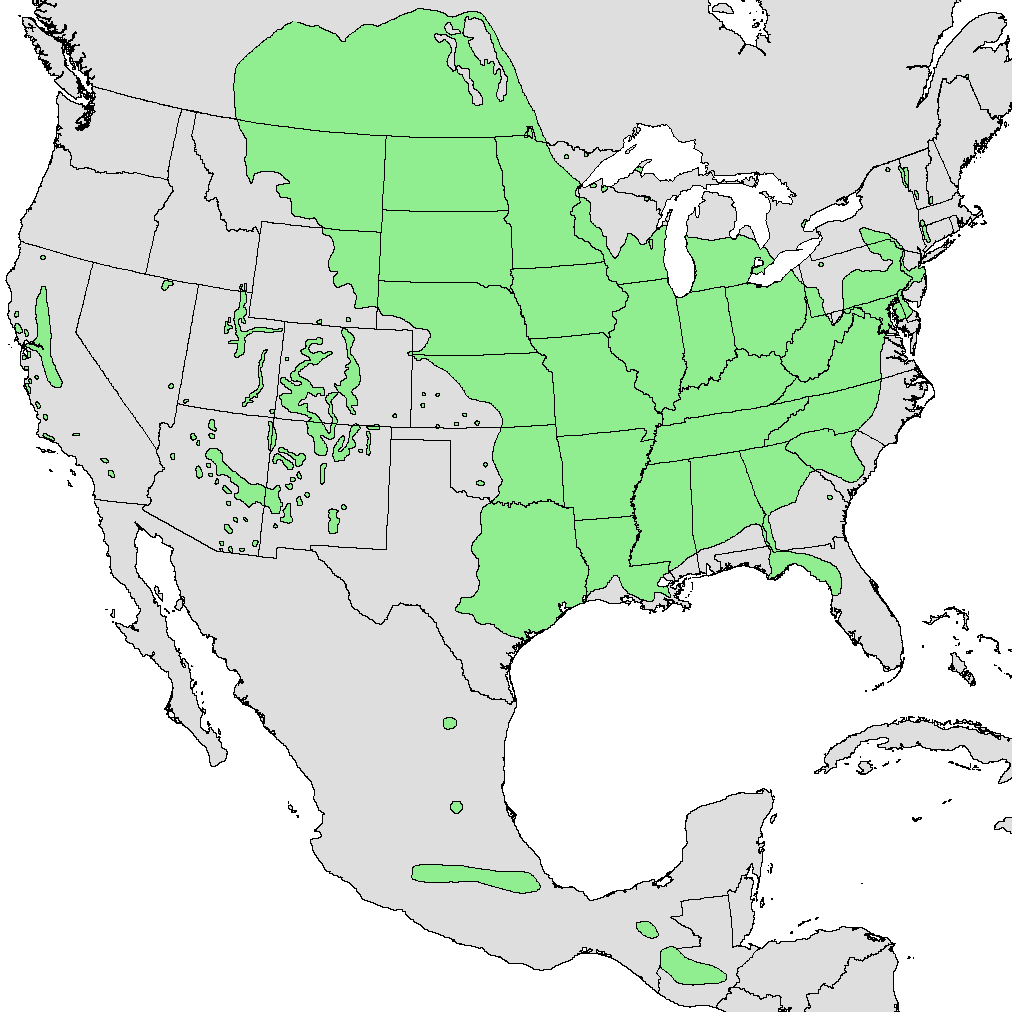
生息域
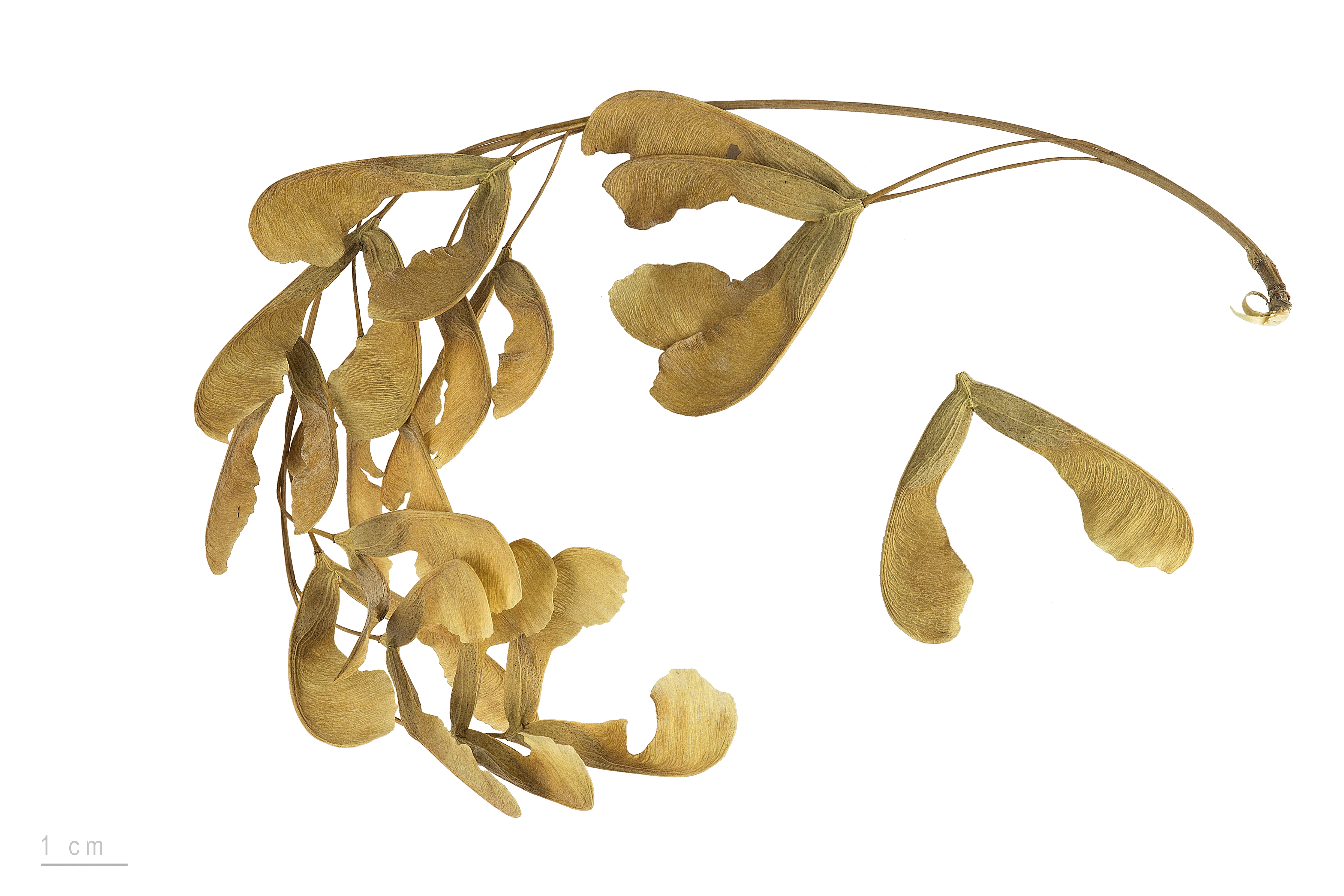
葉
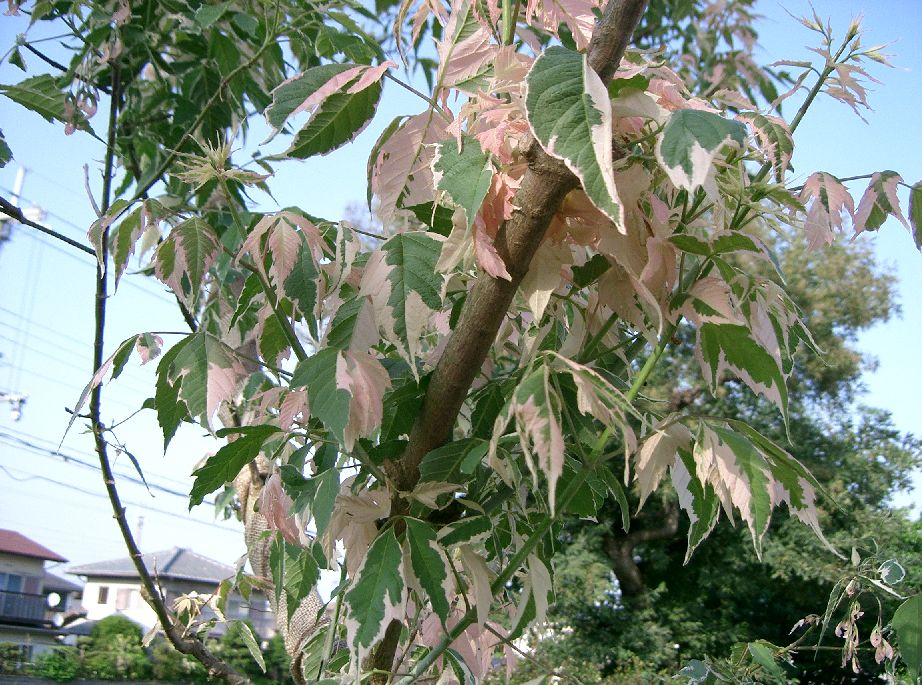
フラミンゴ種の葉の斑